# (2760) Kacha
(2760) Kacha est un astéroïde de la ceinture principale, et plus spécifiquement du groupe de Hilda.

## Description
(2760) Kacha est un astéroïde du groupe de Hilda. Il présente une orbite caractérisée par un demi-grand axe de 4,00 UA, une excentricité de 0,12 et une inclinaison de 13,5° par rapport à l'écliptique.

## Compléments